# Bistrica pri Tržiču
Bistrica pri Tržiču je urbanizirano gručasto primestno naselje z nekaj manj kot 3.000 prebivalci v Občini Tržič in je bila v nekem obdobju del mesta Tržič. Leži jugozahodno od Tržiča, nad desnim bregom reke Tržiške Bistrice, ob glavni cesti Podbrezje - Ljubelj      (Evropska pot E652).
Staro kmečko naselje se v listinah pojavlja v sredini 11. stoletja. Stari del naselja je na vznožju dolomitnega hriba Sv. Jurija, kjer je tudi istoimenska cerkev iz obdobja pozne gotike. Cerkvena ladja ima dekorativno poslikan gotski leseni strop. V šestdesetih letih 20. stoletja se je naselje začelo hitro širiti na rodovitno ledenodobno teraso z naseljem Ročevnica in Loka na jugu. Danes se naselje razteza od dolinskega dna prek teras do strmega jugovzhodnega pobočja Dobrče.
Bistrica pri Tržiču je trgovsko središče in prometno križišče, v njem se odcepita cesti, ki vodita pod Dobrčo v Begunje na Gorenjskem in proti jugu v Kovor.
Nad naseljem so razvaline gradu Starega Gutenberka iz 12. stoletja, ki je bil opuščen v 16. stoletju. Nekoliko nižje je nekdanja protokolarna Vila Bistrica.